# Gebrauchsmusik
Gebrauchsmusik és un terme alemany, que essencialment significa "música utilitària", que es fa servir per a la música que existeix no només per ella mateixa, sinó que va ser composta amb alguna finalitat específica, identificable. Aquest propòsit pot ser un esdeveniment històric particular, com un acte polític o d'una cerimònia militar, o pot ser més general, com amb la música escrita per a acompanyar la dansa o la música escrita per a ser interpretada per aficionats o estudiants.
El compositor Paul Hindemith és probablement la figura més identificada amb aquesta expressió, que sembla haver estat encunyada, no en l'àmbit de la composició sinó en el de la musicologia.
La preeminència que agafa el problema socio-polític després de la Primera Guerra Mundial a Alemanya, comporta una revalorització de la realitat, entesa des d'un punt socio-polític, no pas des del punt de vista idealitzat de tipus individualista, propi de la música romàntica.
Aquest nou corrent és general en totes les arts i podem trobar un exemple paradigmàtic en Bertolt Brecht, actiu bàsicament a Berlín, amb la seva obra més coneguda: Die Dreigroschenoper (L'òpera dels tres rals).
Els músics van plantejar-se la participació en aquest projecte tenint en compte, a més, el problema de l'allunyament del públic a partir de l'evolució del llenguatge musical iniciat a principis de segle xx, que havia dirigit la major part del públic cap al consum de productes culturals deficients oferts per la indústria cultural de la música, amb característiques de concentració monopolista i d'expansió mundial.
Així va sorgir el concepte de Gebrauchsmusik (música utilitària), en l'intent d'utilitzar el llenguatge simplificat del consum de masses per crear productes accessibles a tothom. Això es va veure ajudat per la tradició, antiga i viva, del cabaret berlinès, en el que durant els anys vint s'hi havia introduït la influència del jazz.
Aquest canvi es produeix a partir de 1927 amb 3 fets destacables: Arribada de Hindemith a Berlin (per prendre possessió d'una càtedra de composició); primera col·laboració entre Kurt Weill i Bertolt Brecht, i l'obra d'Ernst Krenek que oferia, amb gran èxit, el primer exemple d'òpera jazz amb Jonny spielt auf.